# Rodrigo M. Quevedo Moreno
El General Rodrigo M. Quevedo Moreno (Casas Grandes, Chihuahua, 12 de enero de 1889-El Paso, Texas, 18 de enero de 1967) fue un militar y político mexicano, miembro del Partido Revolucionario Institucional que participó en la Revolución mexicana.

## Juventud
Nació en Casas Grandes, Chihuahua, el 12 de enero de 1889; fue hijo de José Quevedo y de Susana Moreno. Realizó sus primeros estudios en su tierra natal. Hacia 1908 simpatizaba con el magonismo, iniciándose con Práxedis G. Guerrero.

## Maderismo
En febrero de 1911 se incorporó al movimiento maderista, al mando del capitán Francisco Miranda, pasando a operar al estado de Sonora. En abril participó en el ataque y toma de Agua Prieta, bajo las órdenes de Antonio Rojas. Alcanzó el grado de teniente. Al ser licenciadas las tropas con el triunfo maderista, Quevedo ingresó al Cuerpo Rural que mandaba el coronel José de la Luz Blanco, establecido en Casas Grandes, Chihuahua.

## Orozquismo y Huertismo
En febrero de 1912 fue uno de los rurales que se sublevaron en contra de Francisco I. Madero, uniéndose así al movimiento orozquista, que en un primer momento fue acaudillado por José Inés Salazar y Emilio P. Campa. Se incorporó a las fuerzas de Salazar, con quien participó en diversos hechos de armas en los estados de Chihuahua, Coahuila y Sonora; en estos sufrieron continuas derrotas, teniendo que regresar a Chihuahua. En marzo de 1913 se rindió ante el gobierno de Victoriano Huerta, quien le reconoció su grado de mayor pasando a pertenecer al regimiento de caballería a las órdenes del general Máximo Castillo, dentro de la brigada que comandaba el general José Inés Salazar. Operó en el estado de Chihuahua, combatiendo a la División del Norte villista, la que se fue apoderando del estado hasta concluir en Ojinaga, última población en manos de los huertistas, el 10 de enero de 1914.

## Villismo
Luego de esa derrota Quevedo huyó a los Estados Unidos; pero en enero de 1916 se unió a las fuerzas villistas, operando en el estado de Chihuahua contra las fuerzas de Francisco Murguía. Tras las derrotas sufridas en mayo de 1918 se rindió al gobierno de Venustiano Carranza, quedando a disposición del cuartel general de la Jefatura de Operaciones Militares de Chihuahua.

## Ejército Mexicano
En 1919 fue nombrado jefe en los sectores de Jiménez e Hidalgo del Parral; en abril de 1920 pasó comisionado al cuartel del general de división Eugenio G. Martínez, con quién reconoció al aguaprietismo y donde permaneció hasta diciembre de 1923. Al producirse la rebelión delahuertista se mantuvo leal al gobierno y colaboró con el general Martínez en la campaña contra las fuerzas rebeldes del estado de Veracruz, que encabezaba el general Guadalupe Sánchez. En febrero de 1924 fue ascendido a general de brigada y puesto al mando de 27o. Regimiento de caballería; en 1929 combatió a las fuerzas escobaristas en la 4a. Brigada de Juan Andrew Almazán, alcanzando el grado de general de división. Posteriormente fue puesto a cargo de la 33a. Jefatura de Operaciones Militares, puesto que desempeñó de junio de 1929 al 31 de enero de 1931; luego pasó a la 17a. Jefatura de Operaciones Militares. En 1932 fue elegido gobernador constitucional de Chihuahua. Tomó posesión del cargo el 4 de octubre de 1932, era muy cercano a Plutarco Elías Calles, porque al darse el rompimiento entre éste y el presidente Lázaro Cárdenas del Río se esperó que fuera separado de su gubernatura, sin embargo esto no fue así, permaneciendo en su cargo; durante su gobierno se recrudeció en Chihuahua el conflicto religioso que ya había concluido en el resto del país, produciéndose en ese periodo la muerte de Pedro de Jesús Maldonado, considerado un mártir por la Iglesia Católica y posteriormente canonizado. Al terminar su gestión, en 1936, fue nombrado jefe de la 16a. Zona Militar, con cuartel general en Irapuato, Guanajuato; de abril de 1937 al 15 de marzo de 1938 ocupó la 26a. Zona Militar, cargo en el que cesó al huir tras dar muerte en Ciudad Juárez al senador Ángel Posada; de diciembre de 1939 a junio de 1940 fue jefe de la 22a. Zona Militar. Al terminar estuvo al mando de la primera Zona Militar y de la guarnición de la plaza de México, cargo que desempeñó hasta 1948; ocupó también la 6a. Zona Militar y la comandancia de la 8a.; en 1958 fue senador de la república por su estado natal, hasta el 31 de agosto de 1964, para las Legislaturas XLIV y XLV. El 12 de marzo de 1938 asesinó al legislador Angel Posada de 7 balazos. Murió en El Paso, Texas, el 18 de enero de 1967.